# Corvus viriosus
Corvus viriosus  — вимерлий вид горобцеподібних птахів роду крук (Corvus) родини воронових (Corvidae).

## Поширення

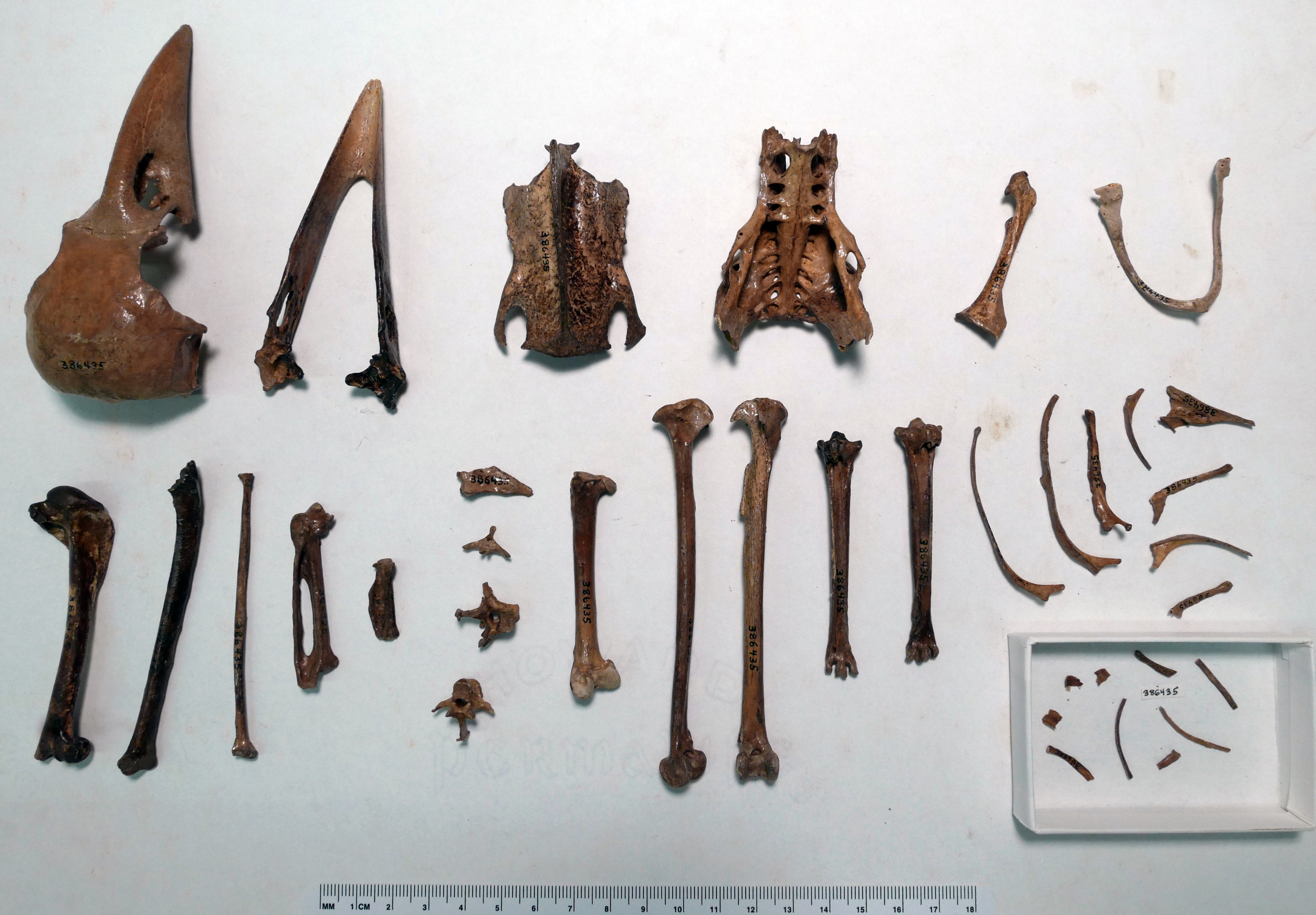
Субфосильні рештки Corvus viriosus

Вид був ендеміком островів Оаху та Молокаї з групи Гавайських островів. Corvus viriosus, ймовірно, населяв низовини цих островів і, ймовірно, спеціалізувався на певному харчовому спектрі (вважається, що він був плодоїдним). Вимер після заселення островів людьми. Причиною вимирання було завезення на острів пацюків, що поїдали яйця птахів.

## Опис
Corvus viriosus мав довгий, вузький і злегка зігнутий дзьоб. Довжина наддзьоба 65,1–74,2 мм. Це чітко відрізняло C. viriosus від двох симпатричних видів ворон, Corvus impluviatus і гавайського крука (C. hawaiiensis), які мали коротші та кремезніші дзьоби. Діаметр стовбура лапки 66,2–76,2 мм. Вид був у середньому значно більшим, ніж гавайський крук, але відставав від C. impluviatus у розмірах.